# Сен-Жан-ле-Вьё (Атлантические Пиренеи)
Сен-Жан-ле-Вьё (фр. Saint-Jean-le-Vieux) — коммуна во Франции, в округе Байонна, региона Аквитания, департамент Атлантические Пиренеи. Расположена у подножия Пиренеев.

## История
Город Сен-Жан-ле-Вьё был разрушен войсками Ричарда Львиное Сердце в 1177 году после осады. Короли Наварры позже восстановили город ближе к Сен-Жан-Пье-де-Пор.

## География
По территории коммуны протекает река Лорибар (фр. Laurhibar), впадающая в Нив, а также притоки Лорибара — ручьи Arzubiko erreka и Апатеко эррека (слово «эррека» на баскском значит «ручей»).

## Экономика
Коммуна Сен-Жан-ле-Вьё входит в утверждённую производственную территорию виноградников Ирулеги́, а также производства сыра Оссо-Ирати.